# Клец Микола Захарович
Мико́ла Заха́рович Клец (нар. 9 серпня 1949, село Малі Мацевичі Старокостянтинівського району Хмельницької області — пом. 22 травня 2021) — український поет. Член Національної спілки письменників України від 2004 року.

## Біографічні відомості
Клец Микола Захарович народився 9 серпня 1949 року в селі Малі Мацевичі Грицівського району Кам'янець-Подільської області, нині Старокостянтинівського району Хмельницької області.
Літературний редактор газети «Долоньки» (місто Городок Хмельницької області).
Автор книжок «Вечірній менестрель», «Крила неземні», «Таємничість», «Біль», «Розкуті октави», «Одкровення від Бориса», «Чом-чому зелен-пломінь».
Лауреат Хмельницької обласної літературної премії імені Миколи Федунця (2017 рік) за поетичну збірку «Logos — імператив небесний та земний».